# La comulgante (María Blanchard)
La comulgante es una pintura de 1914 de María Blanchard, que fue expuesta en el Salón de otoño de 1920.

## Descripción
Es una pintura de óleo sobre lienzo con unas dimensiones de 180 × 124 cm.
En este cuadro se representa la figura de una niña celebrando su Primera Comunión. La niña está vestida completamente de blanco, simbolizando la pureza, con un velo y zapatos de brillo abotonados del mismo color. En una mano, sostiene un misal de oraciones también blanco, y en la otra, un ramo de flores blancas y azules. En su falda lleva una bolsa limosnera, utilizada para guardar las monedas o regalos recibidos ese día. Este traje es característico de una niña rica de la burguesía, con un vestido muy completo y detallado. El cuadro destaca por su precisión y el contraste entre el blanco que rodea a la niña y el rojo de la cortina de la capilla y del forro del reclinatorio. La expresión en el rostro de la comulgante no muestra devoción.
La posición de la figura está exenta de espiritualidad o recogimiento. Las manos están rígidas, coge el libro con la derecha y con la izquierda el cirio, cogido de tal forma que parece empuñar una espada. Lleva una corona de flores de azahar que parece arrojada con violencia. El ambiente es opresivo y se descarta la inocencia y la pureza de una niña comulgante.

## Historia
Inició la obra en Madrid de 1914. En 1921 lo presentó en el Salón de Otoño de París. Lo presentó, junto con otras dos pinturas y dos dibujos, al parecer con el título de Interieur. Obtuvo un notable éxito. El crítico de arte Maurice Raynal escribió a André Lhote que su éxito había sido casi escandaloso.
El Museo Nacional Centro de Arte Reina Sofía adquirió la obra en 1988 y la utilizó en una retrospectiva de Blanchard en que estuvo expuesta junto a otras 76 obras realizada en 2013.
Existe una semi réplica que pintó para regalar a una alumna suya que, aunque pertenezca a una colección privada, puede apreciarse en el Museo de Arte Moderno y Contemporáneo de Santander y Cantabria. En él, realizada en 1925, aparecen rosas blancas en el suelo como un símbolo negativo.